# José Rodrigues Coelho do Amaral
José Rodrigues Coelho do Amaral (* 15. Mai 1808 in Lissabon; † 14. Dezember 1873 in Mosambik) war ein portugiesischer Kolonialadministrator und Politiker.

## Leben
José Rodrigues Coelho do Amaral war Brigadegeneral der Ingenieurtruppe und wurde 1854 als Nachfolger von Miguel Ximenes Gomes Rodrigues Sandoval de Castro e Viegas erstmals Generalgouverneur von Angola. Er verblieb auf diesem Posten bis 1860 und wurde daraufhin von Carlos Augusto Franco abgelöst. Am 22. Juni 1863 übernahm er von Isidoro Francisco Guimarães das Amt als Gouverneur von Macau und bekleidete dieses bis zum 26. Oktober 1866, woraufhin Jose Maria da Ponte e Horta seine Nachfolge antrat. Am 4. Januar 1868 wurde er Minister für die Marine und Kolonien (Ministro da Marinha e do Ultramar) im ersten Kabinett von Premierminister António José de Ávila und hatte dieses Amt bis zum 22. Juli 1868 inne.
Im Anschluss löste Amaral 1868 Francisco António Gonçalves Cardoso als Generalgouverneur von Angola ab und bekleidete diese Funktion somit zum zweiten Mal bis zu seiner Ablösung durch Joaquim José da Graça im Juni 1870. Zuletzt wurde er am 25. August 1870 Generalgouverneur von Mosambik und übte dieses Amt bis zu seinem Tode am 14. Dezember 1873 aus.

## Weblink
- Eintrag in Rulers